# Сауд (Бихор)
Сауд (рум. Săud) насеље је у Румунији у округу Бихор у општини Бунтешти. Oпштина се налази на надморској висини од 278 m.

## Становништво
Према подацима из 2002. године у насељу је живело 462 становника, од којих су сви румунске националности.